# 渡辺陳平
渡辺 陳平（本姓・渡邉、わたなべ ちんぺい、1871年8月10日（明治4年6月24日）- 1946年（昭和21年）6月11日）は、明治後期から昭和前期の実業家、政治家。衆議院議員。旧姓・飯村。

## 経歴
下野国河内郡、のちの栃木県河内郡城山村（現宇都宮市）で、漢方医・飯村道碩の三男として生まれる。私立下野英学校、作新館で学んだ。1891年（明治24年）城山村で大谷石採掘を副業としていた渡辺庄作の養子となり、1904年（明治37年）7月に家督を相続した。
大谷石の将来性に着目し、荒針－鶴田間に軽便鉄道を敷設して輸送の便を図って事業を拡大した。また同業者の団結が業界の発展に不可欠と説き、宇都宮石材問屋組合（現:大谷石材協同組合）を組織した。その他、下野電力監査役、宇都宮電球取締役、中宮祠電力取締役、農商無尽取締役、栃木県農工銀行監査役、下野毎日新聞社相談役などを務めた。
政界では、城山村長、城山村会議員、栃木県会議員、同参事会員、営業税調査委員、県治水会員、同山林会評議員などに在任。1917年（大正6年）4月、第13回衆議院議員総選挙（栃木県郡部、立憲政友会）で当選し、衆議院議員に1期在任した。1919年（大正8年）立憲政友会栃木県支部の初代支部長となる。